# عيسات إيدير
عيسات إيدير ولد في 1919م و توفي في 1959م مؤسس وأول أمين عام للاتحاد العام للعمال الجزائريين

## المولد والنشأة
ولد عيسات إيدير في قرية جمعة صهاريج قرب مدينة تيزي وزو عام 1919 من عائلة فلاحية متواضعة الحال. تلقى تعليمه الابتدائي بقريته ومنها انتقل إلى مدرسة تكوين الأساتذة ببوزريعة لمواصلة دراسته ومن هذه الأخيرة انتسب للمعهد الثانوي الفرنسي بتيزي وزو واستمر في هذا المعهد حتى حصوله على شهادة الطور الأول من التعليم الثانوي، إلا أن الحال الاقتصادية لأسرته حالت دون الاستمرار في الإنفاق عليه مما أرغم على ترك مقاعد الدراسة.
- -في سنة 1935 التحق بعمه بتونس حيث تابع دراسته العليا في الاقتصاد بالجامعة التونسية إلى غاية 1938. في سنة 1944 دخل عيسات إيدير ورشة صناعة الطيران ولم يلبث حتى رقي إلى رتبة رئيس قسم المراقبة الإدارية مما دفع بإدارة الورشة لإرساله إلى المغرب ليقوم بنفس العمل في مطار الدار البيضاء.

## دوره في الحركة النقابية الجزائرية
في هذا الوسط العمالي بدأت تظهر ميوله النقابية واهتم بالدفاع عن مصالح العمال الجزائريين، مما دفع برفاقه إلى انتخابه عضوا في اللجنة التنفيذية لعمال الدولة، وهي لجنة تابعة للنقابات الشيوعية الفرنسية.
- -خلال عمله النقابي ضمن هذه اللجنة شعر بأن النقابات الفرنسية حتى ولو كانت شيوعية الميول لا تهتم بالعامل الجزائري بقدر ما تهتم بقضايا وانشغالات العمال الأوربيين.

وبعد عودته إلى الجزائر، بدأت تراوده فكرة تأسيس منظمة نقابية جزائرية. أثارت أفكار عيسات إيدير حفيظة النقابات الفرنسية فأخذت تسعى لإبعاده عن مناصب المسؤولية. وفي سنة 1951 داهمت الشرطة الفرنسية المصنع الذي كان يعمل به وألقت القبض عليه برفقة 10 عمال جزائريين ولم يطلق سراحه إلا بعد 10 أيام. بعدها التحق بوظيفة أخرى في صندوق المنح العائلية التابع لقطاع البناء والأشغال العمومية، وأصبح مسؤولا عن اللجنة المركزية للشؤون النقابية التابعة لحركة انتصار الحريات الديمقراطية من 1949-1954. كان نشاطه لبث العمل النقابي سببا لسجنه مرة أخرى من قبل السلطات الاستعمارية. وقبيل اندلاع الثورة المسلحة أطلق سراحه .

## قيادته للاتحاد العام للعمال الجزائريين
كان لجهود عيسات إيدير ومساعيه الأثر الكبير في تأسيس أول منظمة نقابية جزائرية متمثلة في الإتحاد العام للعمال الجزائريين في فيفري 1956. وقد عين أمينا عاما. وقد مكنه هذا المنصب أن يشر ف على تنظيم فروع وخلايا الاتحاد وأستمر على هذا النحو حتى تاريخ توقيفه في 23 ماي 1956 بأمر من روبير لاكوست الوزير المفوض بالجزائر.

## ظروف استشهاده وردود الفعل العالمية
ألقي عليه القبض من طرف السلطات الاستعمارية كما في يوم 23 ماي 1956 بسبب نشاطه النقابي وأدخل سجن البرواقية، ومنه إلى عدة محتشدات سان لو ،آفلو، بوسوي، ومن هذا الأخير نقل إلى العاصمة ليوضع بسجن برباروس (سركاجي). ومن التهم التي ألصقتها به السلطات الاستعمارية تهمة ؛ النيل من أمن الدولة الفرنسية الخارجي.وفي يوم 13 جانفي 1959 أصدرت المحكمة العسكرية حكمها ببراءته. ولكن بالرغم من تبرئته فإنه لم يطلق سراحه وإنما نقل من جديد إلى محتشد بئر تراريا حيث تعرض لأبشع أنواع التعذيب وأقساها مما أضطر بإدارة المحتشد إلى نقله إلى المستشفى العسكري.
توفي عيسات إيدير في 26 جويلية 1959 متأثرا بالتعذيب المسلط عليه.
أثار اغتيال الأمين العام للاتحاد العام للعمال الجزائريين موجة واسعة من الاستنكار والسخط في أنحاء عدة من العالم. وقد وردت برقيات الاحتجاج والاستنكار من المنظمة العالمية للنقابات الحرة وجامعة النقابات العالمية والاتحاد العالمي للزراعيين والنقابيون العرب والنقابات الشيوعية الفرنسية. ولم تكتف هذه الهيئات بالاستنكار وإنما طالبت الحكومة الفرنسية بتسليط الضوء على الظروف الغامضة التي رافقت عملية استشهاده.

## مواضيع ذات صلة
- قائمة شخصيات وأعلام الجزائريين
- مقبرة سيدي أمحمد بوقبرين